# Prosencéphale basal

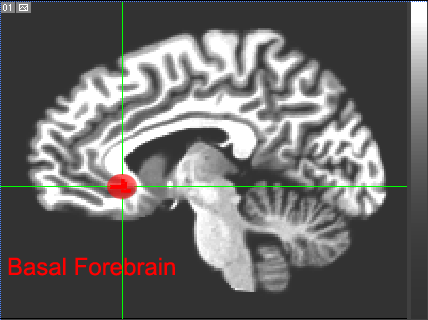
Localisation du Prosencéphale basal.

Le prosencéphale basal désigne la partie du cerveau située en avant du striatum sous la commissure postérieure. Elle contient un grand nombre de neurones cholinergiques, notamment au sein de la substantia innominata, qui jouent un rôle important dans de nombreuses fonctions cognitives et dans la régulation des cycles veille/sommeil et du niveau d'éveil. Les lésions de cette région peuvent entrainer des démences ou des amnésies sévères. 